# Łódzki Klub Wysokogórski
Łódzki Klub Wysokogórski – istniejący od 1951 r. Klub Wysokogórski, zrzeszony w Polskim Związku Alpinizmu, z siedzibą w Łodzi, gromadzący osoby, których pasją są góry, turystyka i wspinaczka.

## Historia
Współczesny Łódzki Klub Wysokogórski rozpoczął swoją działalność w 1951 r. jako Sekcja Łódzka Krakowskiego Klubu Wysokogórskiego PTTK, które w 1953 zostało przemianowane na Sekcję Taternictwa tego klubu. W 1956 r. Sekcja została przekształcona w Koło Łódzkie ogólnopolskiego Klubu Wysokogórskiego, W 1974 r. w ramach przekształcenia ogólnopolskiego Klubu Wysokogórskiego w Polski Związek Alpinizmu łódzki klub usamodzielnił się i przybrał współczesną nazwę.
W latach 50. XX w. członkowie Sekcji Łódzkiej KKK wspinali się głównie w Tatrach oraz rozpoczęli eksplorację północnej części skałek Jury Krakowsko-Częstochowskiej. Aktywnymi łódzkimi wspinaczami tego okresu byli m.in. Andrzej Wilczkowski, Władysław Manduk, Henryk Nadziakiewicz, Andrzej Mostowski, Maciej Erdman, Tadeusz Mandybur, Zdzisław Książak, Krystyna Jachowicz, Teresa Drzewiecka i Bogna Wiśniewska-Skoczylas. Środowisko to wydawało w latach 1953−1954 kwartalnik „Taternik Łódzki”.
Dopiero po 1956 r. pojawiła się możliwość wyjazdu członków klubu za granicę. W 1956 r. Andrzej Wilczkowski i Bogna Wiśniewska weszli na Elbrus, w 1957 Andrzej Wilczkowski zdobył Aiguille Verte w Alpach, a Lech Utracki brał udział w czwartym wejściu granią Peuterey na Mont Blanc. W okresie tym klub rozpoczął też regularne kursy szkoleniowe w skałkach jurajskich.
W latach 60. XX w. członkowie klubu już regularnie wspinali się w Alpach i na Kaukazie, brali udział w wyprawie w góry Etiopii i w Atlas. Byli także aktywni w Tatrach i Jurze. Do grona najaktywniejszych wspinaczy dołączyli pierwsi wychowankowie klubu: Maciej Gryczyński i Jerzy Michalski, którzy mieli kilka osiągnięć sportowych w Alpach, a także Samuel Skierski, Marek Grochowski, Bogdan Mac, Andrzej Miller, Wojciech Jedliński i Andrzej Dworak, których działalność wspinaczkowa koncentrowała się w Tatrach. W 1963 r. Klub zorganizował swoją pierwszą wyprawę w Hindukusz, w ramach której zdobyto kilka dziewiczych dotąd 6- i 7-tysięczników. W okresie tym klub dorobił się stałej siedziby na ul. Wólczańskiej, oraz nadal kontynuował intensywną pracę szkoleniową.
Lata 70. XX w. rozpoczęły się od wyprawy do Turcji zorganizowanej przez Wojciecha Jedlińskiego oraz jego wejścia na Szczyt Lenina w Pamirze. W pierwszych latach tej dekady prym wiedli wspinacze, którzy rozpoczęli swoje kariery pod koniec lat 50. tacy jak Dworak, Jedliński, Grochowski i Michalski. Zaliczali oni zarówno wejścia na najtrudniejsze drogi alpejskie i tatrzańskie, jak i brali udział w wyprawach w Himalaje, Pamir i inne góry najwyższe. Ok roku 1974 zaczęli do nich dołączać młodzi podówczas wspinacze, m.in. Krzysztof Pankiewicz, Ewa Panejko-Pankiewicz, Ewa Szcześniak, Krystyna Konopka i Aleksander Warm. W 1974 została zorganizowana wyprawa klubu w Andy i jednocześnie klub przeszedł zmiany organizacyjne – zmienił nazwę i siedzibę.
W drugiej połowie lat 70. XX w. do głosu zaczęło dochodzić kolejne pokolenie wspinaczy, które koncentrowało się głównie na letniej, ekstremalnej wspinaczce skalnej. Jan Fijałkowski i Elżbieta Sosnowska-Fijałkowska przeprowadzili szereg nowych dróg w Jurze Krakowsko-Częstochowskiej i Tatrach, jednocześnie wdrażając do środowiska łódzkich wspinaczy nowe techniki asekuracji w skalnej wspinaczce klasycznej. Dołączyli do tej grupy m.in. Piotr Edelman, Krzysztof Kraska i Jacek Bierezin. Jednocześnie grupa „himalaistów” (Jedliński, Warm, Panejko, Szcześniak, Laskowski) brała udział w kilku wyprawach organizowanych przez inne kluby wysokogórskie i bezpośrednio przez PZA, m.in. w Karakorum, góry Norwegii i Kaukaz. Zwornikiem obu tych grup stał się Krzysztof Pankiewicz, który miał osiągnięcia zarówno w górach wysokich jak i w niższych formacjach skalnych. Pod koniec lat 70. pojawiła się też moda na zawody wspinaczkowe. Jan Fijałkowski i Krzysztof Pankiewicz zdobyli dla klubu mistrzostwo zespołowe na zawodach skałkowych PZA, a w 1979 Pankiewicz zdobył akademickie mistrzostwo Polski na zawodach skałkowych.
Przełom lat 70. i 80. XX w. to okres kiedy łódzcy wspinacze skałkowi z Janem i Elżbietą Fijałkowskimi na czele, zaczęli interesować się formacjami piaskowcowymi. Zainteresowanie to zaczęło się od wypraw do Saskiej Szwajcarii w ówczesnej NRD i w Adršpašskoteplické skály w Czechach. W Saskiej Szwajcarii łodzianie dowiedzieli się o przedwojennej działalności Niemców w Górach Stołowych, które po wojnie zostały niemal zupełnie zapomniane jako teren wspinaczkowy. Polska eksploracja tych gór rozpoczęła się letnią wyprawą ŁKW w 1982 r. Od tego czasu wspinacze z Łodzi spędzali w tym rejonie letnie miesiące, pokonując coraz trudniejsze drogi i coraz dokładniej eksplorując ten teren. Pod koniec lat 80. klub nabył i wyremontował chatkę w miejscowości Pasterka, która służy wszystkim wspinaczom działający w tym terenie. W latach 2000–2004 trzech członków klubu wydało trzytomowy przewodnik wspinaczkowy po Górach Stołowych, zaś w 2006 z inicjatywy członków klubu wynegocjowano z Parkiem Narodowym Gór Stołowych porozumienie o zasadach wspinania w tym terenie, co łącznie spowodowało, że ŁKW stał się rodzajem wspinaczkowego gospodarza tego terenu.
Zauważalna była też działalność Klubu w zawodach wspinaczkowych. Krzysztof Pankiewicz w 1981 r. wygrał zawody wspinaczkowe w Bułgarii, zaś w 1992 r. Klub był organizatorem Mistrzostw Polski we wspinaczce sportowej.
Równolegle swoją działalność kontynuowała grupa „himalaistyczna”. W 1980 r. została zorganizowana wyprawa na Annapurnę II, która jednak zakończyła się niepowodzeniem. Klub zorganizował też w 1984 r. i 1985 dwie wyprawy w Andy Peruwiańskie, jedną wyprawę w Pamir i kilka wypraw w Alpy, góry Norwegii, góry Synaju i w inne miejsca. Krzysztof Pankiewicz zaczął specjalizować się w solowych wejściach na 7. 8. tysiączniki w stylu alpejskim (bez zakładania obozów pośrednich), co rozpoczęło I polskie przejście drogi Popowa na pn. ścianie Tiu-tiu-baszi. Lata 80 i 90. były okresem wielu dokonań małżeństwa Pankiewiczów. Krzysztof był m.in. zastępcą kierownika wyprawy na Kanczendzongę w 1985 r., kierownikiem międzynarodowej wyprawy na Makalu w 1986 r., zaś w 1992 r. zdobył w stylu alpejskim Ama Dablam. Jego karierę himalaistyczną zakończyła wyprawa na Nanga Parbat w 1997 Jego żona, Ewa, w tym samym czasie brała udział w paru wyprawach kobiecych i międzynarodowych. M.in. w 1990 zdobyła wraz z Wandą Rutkiewicz Gaszerbrum I, a w 1994 środkowy wierzchołek Sziszapangma.

## Współczesność
Współcześnie Klub jest aktywny na następujących polach:
- Kilku członków klubu (Paweł Michalski, Wojciech Jankowski, Maciej Stępniak) – prowadzi działalność w Himalajach, Karakorum, Pamirze i innych górach wysokich (Andy, wulkany Ameryki Środkowej, Turkiestan Wschodni); kilku członków klubu dołączyło do elitarnego klubu zdobywców ośmiotysięczników: Wojciech Jankowski (Czo Oju, 2005), Paweł Michalski (Czo Oju, 2006, Gaszerbrum I, 2007, Gaszerbrum II, 2008)[9]
- W 2009 r. Klub uczestniczył w organizacji wyprawy na Broad Peak, która jednak nie osiągnęła wierzchołka[9]
- W tym samym roku pod kierownictwem Ewy Szcześniak została zorganizowana wyprawa trekkingowo-wspinaczkowa w Himalaje, której celem głównym było wejście na Imja Tse (Island Peak) oraz podjęcie próby pierwszego polskiego wejścia na Baruntse[9]
- Utrzymywana jest chatka w Pasterce, w Górach Stołowych, która w latach 2008–2010 przeszła generalny remont i modernizację[6].
- Prowadzone są podstawowe szkolenia wspinaczkowe, składające się z części teoretycznej i części praktycznej (w Jurze Krakowsko-Częstochowskiej lub w Górach Stołowych), kierownikiem kursu była od lat 90. Elżbieta Fijałkowska[12].
- Do sierpnia 2009 r. Klub posiadał tzw. bulderownię, czyli niewielką, przewieszoną sztuczną ściankę wspinaczkową, na które odbywały się też zawody w boulderingu[13]; po jej likwidacji aktywność ściankowa członków klubu przeniosła się do działającej na zasadach komercyjnych ścianki Stratosfera w Centrum Manufaktura, w której instruktorami jest dwóch członków ŁKW, Tomasz Antecki i Rafał Mockałło[14].
- Młodzi wychowankowie klubu uczestniczą aktywnie w Pucharach Polski UKS we wspinaczce ściankowej, osiągając często wyniki w pierwszej trójce[15][16][17].

## Prezesi
- 1951–1952 Andrzej Wilczkowski – taternik, alpinista, wspinacz skałkowy, pisarz, pracownik naukowy Politechniki Łódzkiej
- 1952–1955, 1957–1961 Władysław Manduk – współzałożyciel klubu, taternik, instruktor alpinizmu.
- 1955–1956 Ryszard Przybylski – instruktor skałkowy, taternik
- 1956–1957 Antoni Janik
- 1961–1964 Jerzy Michalski – taternik, alpinista, himalaista
- 1964–1970, 1972–1973 Bogdan Mac – taternik, alpinista, himalaista oraz szkoleniowiec
- 1970–1972 Marek Grochowski – taternik, alpinista, himalaista oraz szkoleniowiec
- 1972 – Andrzej Dworak – taternik, alpinista, zmarł tragicznie w Alpach w 1972.
- 1973–1974 Grzegorz Wasiak – taternik
- 1974–1977 Krystyna Konopka – taterniczka, alpinistka, himalaistka
- 1977–1981 Zbigniew Laskowski – alpinista, taternik, himalaista
- 1981–1984 Krzysztof Kraska – taternik, alpinista, lekarz, zginął tragicznie w Alpach
- 1984–1985 Włodzimierz Sopiela – taternik, alpinista, wspinacz skałkowy, zmarł tragicznie w wyniku porażenia prądem elektrycznym
- 1985–1990, 2002–2005, 2008–2009 Krzysztof Pankiewicz – taternik, wspinacz skałkowy, himalaista, zmarł tragicznie w wyniku upadku z drzewa spowodowanym wylewem wewnętrznym
- 1990–1993 Jan Fijałkowski – taternik, alpinista, wspinacz skałkowy, zasłużył się odkryciem Gór Stołowych dla wspinaczy skałkowych.
- 1993–1999 Władysław Szczepanik – taternik, wspinacz skałkowy, długoletni opiekun chatki w Pasterce
- 2005–2008 Jakub Kamiński – himalaista, taternik, wspinacz skałkowy lekarz anestezjolog
- p.o. od 2009 – Tomasz Antecki[18][19]

## Znane postacie klubu (poza prezesami)
- Adam Skoczylas – jeden z pierwszych po II wojnie światowej polskich himalaistów, taternik, pisarz górski[19]
- Ewa Panejko-Pankiewicz – himalaistka, zdobywczyni dwóch ośmiotysięczników: Gaszerbrum I i Shisha Pangma Middle.
- Jacek Bierezin – taternik i wspinacz skałkowy, znany przede wszystkim jako poeta i działacz opozycyjny[20].